# 紀元前187年
紀元前187年（きげんぜん187ねん）は、ローマ暦の年である。ローマ建国紀元567年、マルクス・アエミリウス・レピドゥスとガイウス・フラミニウスが執政官の年。

## 他の紀年法
- 干支 : 甲寅
- 日本
  - 孝元天皇28年
  - 皇紀474年
- 中国
  - 前漢 : 高后元年
- 朝鮮
  - 檀紀2147年
- 仏滅紀元 : 358年
- ユダヤ暦 : 3574年 - 3575年

## できごと

### セレウコス朝
- セレウコス朝の王アンティオコス3世はロレスターン州の自身の王国の東端まで遠征し、エリマイス王国の神殿で略奪を行おうとして殺害された。息子のセレウコス4世が後を継いだ。

### 共和政ローマ
- 執政官レピドゥスはアエミリア街道を建設した[2]。
- 執政官フラミニウスはボノニアからアッレティウムまでの街道を建設した[2]。
- 外国人担当プラエトル、クィントゥス・テレンティウス・クッレオが12000人のラテン人をローマ市から追放した[2]。
- 護民官クィントゥス・ペティッリウス・スプリヌスらが、アンティオコスからの収賄容疑でルキウス・コルネリウス・スキピオ・アシアティクスの関係者を調査する提案を行った[3]（Lex Petillia de pecunia regis Antiochi[4]）。
- ギリシア担当プロコンスル（前執政官）マルクス・フルウィウス・ノビリオル (紀元前189年の執政官)が帰国して凱旋式を挙行し、戦利品でヘーラクレース神殿とムーサ神殿を奉献した[3]。
- プロコンスルのグナエウス・マンリウス・ウルソが帰国し、凱旋式を挙行した[3]。

### カルタゴ
- 紀元前201年のローマとの和約に基づく賠償金の残額を一括で支払うことを提案したが、ローマ側に拒否された[5]。

### エジプト
- 女王クレオパトラ1世は、プトレマイオス5世の大宰相（Vizier）に指名された。

## 死去
- アンティオコス3世:セレウコス朝の王（紀元前241年生）